# تشيبتون
تْشِيبْتُونْ (بالإنجليزية: Chiptune ،‎/t͡ʃˈɪptuːn/‏)‏ عبارة عن أسلوب مُوسيقي فريد مِن نوعهِ منَ الموسيقى الإلكترونية الخاصة غالبًا بموسيقى ألعاب الفيديو، الناتِجةِ عن استعمال مولدات الصوت القابلة للبرمجة (PSG) وَهيَ عبارة عن شرائح (شريحة)(بالإنجليزية: Chip)‏ وَآلات توليد الصوت المُستَعملة في أجهزة الأركيد القديمة وَالحواسيب وَأجهزة ألعاب الفيديو وَحتى الألعاب الإلكترونية مثلَ Brick game. يُستخدم المصطلح عادةً للإشارة إلى موسيقى تشيبتون التي تنتجها برامج متتبع موسيقى [الإنجليزية] التي تتبع تنسيق المقطوعات الموسيقية (بالإنجليزية: Tune)‏ باستخدام عينات بسيطة وَصغيرة الحجم للغاية (وَهذا هو المعنى الأصلي للمصطلح، أي [Chip + Tune = Chiptune])، بالإضافة إلى الموسيقى التي تجمع بين أصوات مولدات الصوت وَالأساليب الموسيقية الحديثة. لا يُعتَبرُ أسلوب تشيبتون نوعًا موسيقيًا بحد ذاته بل "تأويل للعديد من الأنواع الموسيقية" حيث يمكن ترتيب أي أغنية أو مقطع موسيقي ببرامج وَأجهزة ترتيب الموسيقى، بأسلوب تشيبتون ، بإستعمال عينات مُوسيقية أخرى مُوَلّدة وَالتي تُضاهي الآلات الموسيقية الحقيقية،هذا لا يعني أنّ تشيبتون هوَ إعادة ترتيب أغاني موجودة مسبقًا فقط، بل أيضًا تُنتَج بتأليف جديد وَأصلي مما سمح بتأسيس ثقافة تشيبتون حيثُ أصبحت لها حفلات وَمهرجانات موسيقية بالاعتماد فقط على أسلوب موسيقى تشيبتون وَمسابقات مشهد توضيحي.

## تاريخ
كانَت بدايات موسيقى تشيبتون في أواخر السبعينيات وَبدايات الثمانينيات. حينَ بَدَأ ملحنو ألعاب الفيديو مِثلَ توموهيرو نيشيكادو معَ لعبة سبيس إنفيدرز سنة 1978 بتلحين موسيقى اللعبة بأربع نوتات بسيطة متكررة، أدت من خلالها إلى ابتكار ألحان مؤثرة وَمؤثرات صوتية باستخدام ما كانَ متوفرًا من قدرات صوتية محدودة للأجهزة في تلك الحقبة. كانت مقاطِع تشيبتون هذهِ جزءًا لا يتجزأ من ألعاب الفيديو بسبب تلكَ المحدودية مثلما كانت عليهِ الرسوميات آنَذاك.